# Jelevferij (Voroncov)
Metropolita Jelevferij (Eleuterius), rusky Митрополит Елевферий občanským jménem Venjamin Alexandrovič Voroncov, rusky Вениамин Александрович Воронцов (30. října 1892, Romaškovo – 27. října 1959, Leningrad) byl biskup Ruské pravoslavné církve, metropolita leningradský a ladožský.

## Životopis

### Vzdělání
Narodil se v roce 1892 v rodině protojereje Alexandra Michajloviče Voroncova, představeného nikolského chrámu v obci Romaškovo (dnešní Odincovský rajón Moskevské oblasti).
Po dokončení obecné školy nastoupil studium na Zaikonospasské duchovní škole v Moskvě. V roce 1912 dokončil Moskevský duchovní seminář a pokračoval ve studiu na Moskevskou duchovní akademii.
V létě 1915 se po ukončení třetího ročníku akademie oženil s Marií Miloslavinovou (1896–1938).
8. září téhož roku, v době studií na Moskevské duchovní akademii byl volokolamským biskupem Theodorem (Pozdějevským) postřižen na diákona, a 21. listopadu týmž biskupem vysvěcen na jereje.
V roce 1916 dokončil Moskevskou duchovní akademii s vyznamenáním. Poté byl několik let správcem Vvedenského chrámu Mariinské ženské koleje a poté duchovním v monastýru svaté Marty a Marie v Moskvě. Po uzavření kláštera byl jmenován protojerejem v chrámu svatého Nikolaje.
Dne 27. října 1923 byl bolševiky zatčen a po obvinění z „veřejného šíření religiózních předsudků s úmyslem podněcování odporu proti vládě“ držen v Butyrské věznici. 16. června 1924 rozhodla rada sovětského Státního úřadu pro politiku o přerušení vyšetřování pro nedostatek důkazů. 24. srpna téhož roku byl osvobozen.
V noci z 28. na 29. října 1929 byl znovu zatčen komunistickou policií a obviněn z „kontrarevoluční činnosti“, a opět uvězněn v Butyrské věznici. V letech 1930–1931 byl uvězněn v Archangelsku. Zde se setkal se Serafimem Golubcovem (1908–1981), jenž zde byl ve vyhnanství, a kterého znal ze Sergijeva Posadu. V roce 1939 se Serafim Golubcov oženil s Voroncovovou dcerou, Annou Venjaminovnou. Voroncov byl pak poslán do Šenkurska dále po proudu Severní Dviny, a dále podél levého přítoku řeky Vagy. 7. ledna 1931 byl přeřazen na těžbu dřeva 60 km od Šenkurska.

### Duchovní činnost
Dne 5. dubna 1946 byl jmenován exarchou moskevského patriarchy v Československu s hodností arcibiskupa pražského a českého. Jak v rozhovoru uvedl metropolita českých zemí a Slovenska, vladyka Kryštof: „Do Prahy <…> byl vyslán nadaný organizátor a misionář, člověk čestný, který prošel mnohým utrpením, biskup Jelevterij. Jako hlasatel Božího slova, přivedl k pravoslaví zpočátku desítky, a poté stovky a tisíce věřících“.
Roku 1951 byl zvolen metropolitou pražským a českých zemí a Slovenska.
Dne 24. dubna 1952 byl jmenován prvním doktorem teologie Pravoslavné teologické fakulty v Prešově. Byl vyznamenán církevním řádem svatých Cyrila a Metoděje prvního stupně. Roku 1955 odcestoval do Moskvy, aby se zde zotavil z prodělaného infarktu myokardu a vzdal se pravomocí hlavy československé pravoslavné církve. Poté byl jmenován prozatímním správcem vilenské eparchie, ale do Vilna neodjel.

### Úmrtí
Jelevterij skonal 27. října 1959 v Leningradě. Byl pochován v chrámu Alexandra Něvského v kněžském oddílu Alexandro-něvské lávry, od roku 1949 pod správou leningradských metropolitů. 25. srpna 1961, po udělení výjimky vedení kněžského sboru, byl jeho popel přenesen do krypty Trojického chrámu Alexandro-něvské lávry.